# Vila Otakara Riegela
Vila Otakara Riegela je rodinný dům, který stojí v Praze 5-Hlubočepích ve vilové čtvrti Barrandov v ulici Barrandovská.

## Historie
Vilu postavenou v letech 1937-1938 pro Otakara Riegela navrhl architekt Jindřich Friedl.